# Granite (Utah)
Granite és una concentració de població designada pel cens dels Estats Units a l'estat de Utah. Segons el cens del 2000 tenia 2.018 habitants.

## Demografia
Segons el cens del 2000, Granite tenia 2.018 habitants, 609 habitatges, i 537 famílies. La densitat de població era de 530 habitants per km².
Dels 609 habitatges en un 43,7% hi vivien nens de menys de 18 anys, en un 78,8% hi vivien parelles casades, en un 5,4% dones solteres, i en un 11,8% no eren unitats familiars. En el 8,7% dels habitatges hi vivien persones soles el 2,3% de les quals corresponia a persones de 65 anys o més que vivien soles. El nombre mitjà de persones vivint en cada habitatge era de 3,31 i el nombre mitjà de persones que vivien en cada família era de 3,51.
Per edats la població es repartia de la següent manera: un 28,5% tenia menys de 18 anys, un 11,1% entre 18 i 24, un 22,4% entre 25 i 44, un 31,2% de 45 a 60 i un 6,7% 65 anys o més.
L'edat mediana era de 37 anys. Per cada 100 dones de 18 o més anys hi havia 103,5 homes.
La renda mediana per habitatge era de 108.343 $ i la renda mediana per família de 109.496 $. Els homes tenien una renda mediana de 67.188 $ mentre que les dones 35.588 $. La renda per capita de la població era de 40.098 $. Cap de les famílies i el 0,9% de la població estaven per davall del llindar de pobresa.

## Poblacions més properes
El següent diagrama mostra les poblacions més properes.